# KS Developres Rzeszów
Le KS Developres Rzeszów est un club féminin de volley-ball polonais fondé en 2012  et  basé à Rzeszów, évoluant pour la saison 2019-2020 en Liga Siatkówki Kobiet.

## Palmarès
- Championnat de Pologne
  - Finaliste : 2020.
- Coupe de Pologne
  - Finaliste : 2019, 2020.
- Supercoupe de Pologne
  - Vainqueur : 2021.

## Historique des logos

Ancienne logo
Logo depuis 2017